# Southlake (Teksas)
Southlake je grad u američkoj saveznoj državi Teksas. Prema popisu stanovništva iz 2010. u njemu je živjelo 26.575 stanovnika.